# Атаманчук Лариса Василівна
Атаманчу́к Лари́са Васи́лівна (нар. 16 червня 1964, м. Харцизьк Донецької області) — український музикант, педагог. Член Національної спілки кобзарів України (2004).

## Життєпис

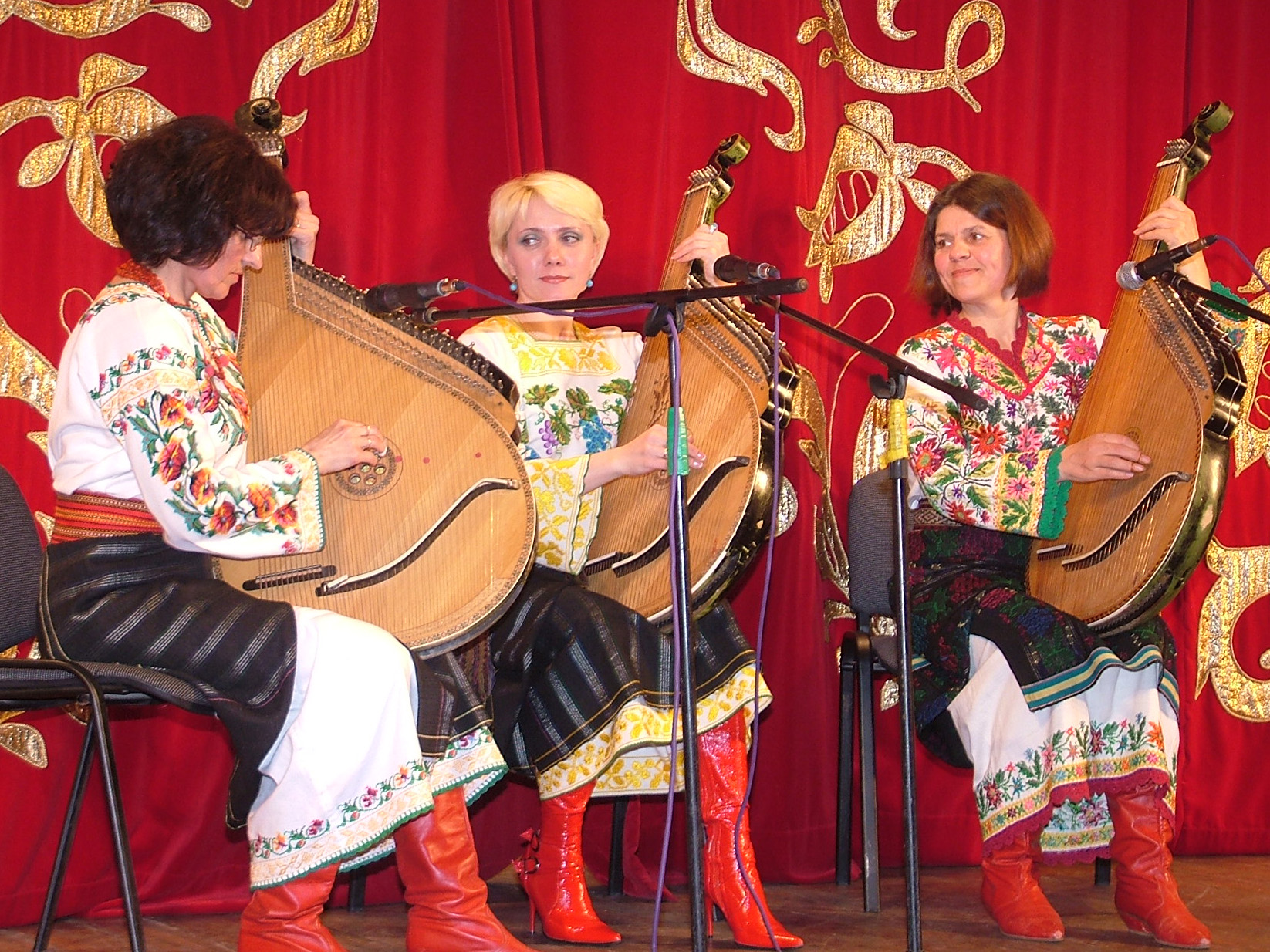
Тріо бандуристок «Стрітення» Тернопільського осередку НСКУ у складі Лариси Атаманчук, Ірини Кріль та Марії Євгеньєвої.

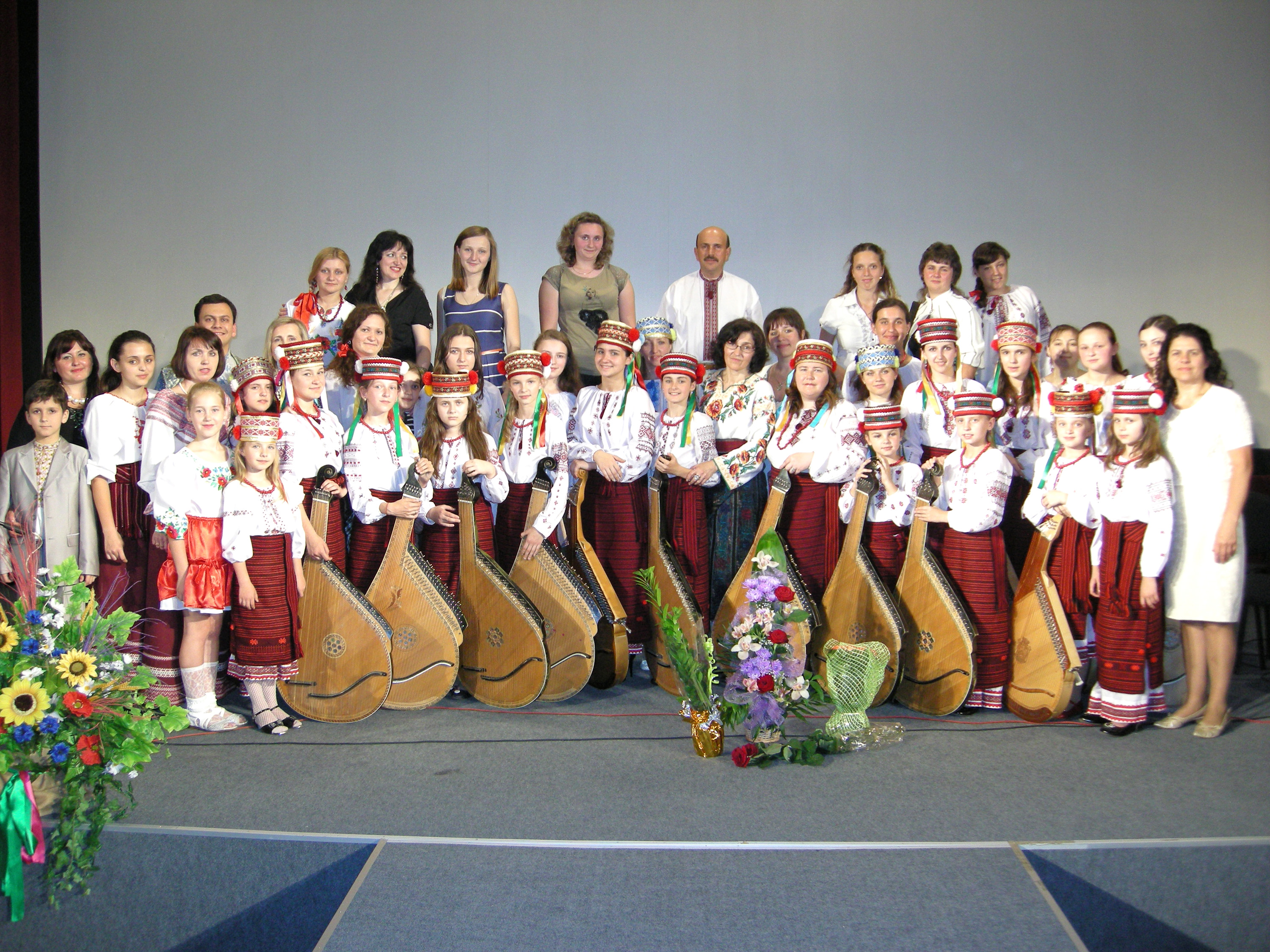
Ансамбль бандуристів «Диво-струни» з керівником Ларисою Атаманчук та іншими тернопільськими бандуристами

Закінчила Червоноградську музичну школу Львівської області (1979), Житомирське музичне училище (1983), Тернопільський педагогічний інститут (1990, нині ТНПУ; клас бандури Марії Євгеньєвої).
У 1983—1985 рр. — артистка оркестру Поліського ансамблю пісні й танцю «Льонок» Житомирської обласної філармонії.
1990—2000 рр. — керівник ансамблю «Україночка» СПТУ № 9 (нині Технічний коледж ТНТУ, м. Тернопіль).
Від 2001 — викладач класу бандури Острівської музичної школи Тернопільського району, засновник та керівник зразкового аматорського ансамблю бандуристів «Диво-струни».
Як солістка-бандуристка з ансамблем танцю «Червона калина» гастролювала у Франції (1995, 1999). Учасниця тріо бандуристок «Мрія» та «Стрітення».